# Savaş Ceviz
Savaş Ceviz (* 1965 oder 1969) ist ein türkischstämmiger deutscher Filmemacher. Der erste Kurzspielfilm Alemanya (2002) des Regisseurs, Drehbuchautors und Filmproduzenten lief erfolgreich auf internationalen Festivals, erhielt Filmpreise und wurde 2006 in einen abendfüllenden Episodenfilm integriert.

## Leben
Nach dem BWL-Studium an der Universität Köln mit Abschluss als Diplom-Kaufmann (1992) arbeitete Savaş Ceviz mehrere Jahre als Producer und Redakteur bei RTL, zwischendurch als Produktmanager bei EMI Electrola. 1996 absolvierte Ceviz die New York Film Academy (NYFA) in New York.
Ab 1997 war er als Director Development & Production bei Saban Entertainment in Köln verantwortlich für die TV-Movie Co-Produktionen. 
Anfang 1998 wechselt er zu Studio Babelsberg, wo er bis 2001 zuletzt als Leiter International Co-Produktion tätig war. In dieser Zeit betreute er u. a. die Coproduktionen Gangster No. 1 und Jedermanns Fest.  Anschließend arbeitete er bis 2002 als VP Content/ Programmdirektor für den Londoner Internet TV-Sender IchooseTV in Berlin.

## Werk
Für seinen Imagefilm Winkler & Dünenbier wurde er 1998 mit dem Video- und TV New Media Award für hohen Standard und beim 7. ITVA Festival mit Silber für Regie ausgezeichnet. 
Für seinen im Jahr 2002 entstandenen Kurzspielfilm Alemanya, der auf zahlreichen Filmfestivals (z. B. Internationale Hofer Filmtage, Max-Ophüls-Filmfestival) gezeigt wurde, erhielt er 2004 den Publikumspreis des 27. Kurzfilmwettbewerbs Young Collection in Bremen, aber auch den renommierten Friedrich Wilhelm Murnau-Kurzfilmpreis des Vorjahres. Die staatliche Filmbewertungsstelle zeichnete Alemanya zudem mit dem Prädikat „besonders wertvoll“ aus. Der knapp fünfzehnminütige Kurzspielfilm, an dem prominente Schauspieler wie Mehmet Yilmaz, Adnan Maral und Martin Brambach mitwirkten, entstand unter Ceviz’ Regie und Produktionsleitung nach eigenem Drehbuch. 2006 kam Alemanya, der sich zu einem nicht unwesentlichen Teil im Kofferraum des Mercedes eines deutschen Urlauberehepaares abspielt, in einer abendfüllenden Filmkompilation mit dem Titel Schöne Aussichten zusammen mit sechs weiteren Kurzfilmen erneut ins Kino.
Einen Dokumentarfilm über den blinden Maler Eşref Armağan mit dem Titel Der blinde Maler drehte Ceviz 2005 fürs Fernsehen. Dieser wurde 2006 im ersten Programm der ARD ausgestrahlt. Wie schon Alemanya stammte auch dieser Film aus seiner in Berlin ansässigen Savaş Ceviz Produktion bzw. MusOna Filmproduktion.
2006 verfilmte Ceviz GG 19 – Deutschland in 19 Artikeln – Artikel 2 mit dem Titel Stehplatz und Max Riemelt in der Hauptrolle, im Rahmen der Verfilmung des Grundgesetzes der Bundesrepublik Deutschland, die 2007 in die deutschen Kinos kam.
Neben seinen Regieprojekten und Produktionen wirkte Ceviz an verschiedenen Filmprojekten in anderer Funktion mit. So war Ceviz Mitinitiator des Bergsteigerdramas Nordwand, für das er anfangs beratend tätig war. Der Film hatte 2008 Kinopremiere und wurde als die Renaissance des Bergsteigerfilms gefeiert.
2010 realisierte Savaş Ceviz mit seiner Produktionsfirma MusOna Filmproduktion Der mit den Fingern sieht, die 93-minütige Kinofassung des Dokumentarfilmes über Eşref Armagan. Sie hatte im Mai 2011 Premiere und lief in über 40 Kinos in Deutschland. Der Film wurde 2012 mit dem Publikumspreis beim Deutschen Hörfilmpreis ausgezeichnet.

## Filmographie
- 1996: Laundry Day | 16 mm, Kurzfilm, 9 Min. | Produktion, Drehbuch, Regie & Schnitt (Abschlussfilm New York Film Academy)
- 1998: Winkler & Dünnebier | 16/35 mm, Imagefilm, 5 Min. | Regie, Konzept & Text
- 2002: Alemanya | Super 16 mm, Kurzfilm, 16 Min. | Produktion, Drehbuch & Regie
- 2006/07: Der blinde Maler | Dokumentarfilm, 30 Min. | Produktion, Buch & Regie
- 2006/07: GG 19 – Die Verfilmung des Grundgesetzes | Super 16 mm, Episoden-Kinofilm, Episode Stehplatz, 9 Min./120 Min. | Buch & Regie
- 2007/08: Alles bleibt anders | Spielfilm | Drehbuch
- 2008: Nordwand | Spielfilm | Mitinitiator, Beratung
- 2009/10: Der mit den Fingern sieht | Dokumentarfilm, 93 Min | Produktion, Buch, Regie, Sprecher & Co-Schnitt
- 2019: Kopfplatzen | Spielfilm, 99 min | Buch, Regie, Co-Musik & Co-Schnitt

## Festivalteilnahmen (Auswahl)
- Int. Hofer Filmtage (2002 mit Alemanya)
- Filmfest Biberach (2002 mit Alemanya)
- Filmfestival Max Ophüls Preis, Saarbrücken (2003 mit Alemanya)
- Bamberger Kurzfilmtage (2003 mit Alemanya)
- Interfilm Nürnberg (2003 mit Alemanya)
- Filmfestival Valenciennes (2003 mit Alemanya)
- Filmfest Emden (2003 mit Alemanya)
- Filmfestival Huesca (2003 mit Alemanya)
- Filmfestival Flensburg (2003 mit Alemanya)

## Preise
- Video u. TV New Media Award für hohen Standard (1998 für Winkler & Dünnebier)
- 7. ITVA Festival, Silber für Regie (1998 für Winkler & Dünnebier)
- Friedrich Wilhelm Murnau Kurzfilmpreis (2003 für Alemanya)
- 1. Preis YOUNG COLLECTION, Bremen (2004 für Alemanya)
- Deutscher Hörfilmpreis, Publikumspreis, (2012 für Der mit den Fingern sieht)